# When (Vincent Gallo)
When è un album di Vincent Gallo, pubblicato il 1º ottobre 2001 per l'etichetta discografica Warp Records.
Nell'album è presente una traccia dal titolo I Wrote This Song for the Girl Paris Hilton, dedicata appunto da Gallo alla Hilton.

## Tracce
1. I Wrote This Song for the Girl Paris Hilton
2. When
3. My Beautiful White Dog
4. Was
5. Honey Bunny
6. Laura
7. Cracks
8. Apple Girl
9. Yes I'm Lonely
10. A Picture of Her